# Glauconycteris curryae
Glauconycteris curryae — вид ссавців родини лиликових. 

## Етимологія
Вид названо на честь Норин Каррі (англ. Noreen Curry), в знак визнання її зацікавленості кажанами та її підтримки польових досліджень в Африці Королівського музею Онтаріо.

## Проживання, поведінка
Країна поширення: Камерун, Демократична Республіка Конго. Цей вид, як правило, пов'язаний з низинними вологими тропічними лісами та болотними лісами. За спостереженнями, спочиває в дуплах дерев і густій рослинності.

## Загрози та охорона
Загрози для цього виду не відомі. Поки не відомо, чи вид присутній в охоронних територіях.